# Port Elizabeth (Saint Vincent i Grenadyny)
Port Elizabeth – miasto w Saint Vincent i Grenadynach; na wyspie Bequia, wchodzącej w skład Grenadyn; 856 mieszkańców (2006). Miasto jest stolicą parafii Grenadyn